# Tanjung Mancang
Tanjung Mancang is een bestuurslaag in het regentschap Aceh Tamiang van de provincie Atjeh, Indonesië. Tanjung Mancang telt 1058 inwoners (volkstelling 2010).